# Embalse La Paloma
Embalse La Paloma är en sjö i Chile.   Den ligger i regionen Región de Coquimbo, i den centrala delen av landet, 300 km norr om huvudstaden Santiago de Chile. Embalse La Paloma ligger 383 meter över havet. Arean är 20,5 kvadratkilometer. Den sträcker sig 7,6 kilometer i nord-sydlig riktning, och 8,0 kilometer i öst-västlig riktning.
Omgivningarna runt Embalse La Paloma är i huvudsak ett öppet busklandskap. Runt Embalse La Paloma är det glesbefolkat, med 11 invånare per kvadratkilometer.